# (1912) Anubis
Pour les articles homonymes, voir Anubis (homonymie).
(1912) Anubis (aussi nommé 6534 P-L) est un astéroïde de la ceinture principale, découvert le 24 septembre 1960 par Cornelis Johannes van Houten et Ingrid van Houten-Groeneveld à Leyde, d'après des plaques de Schmidt faites à l'observatoire Palomar, par Tom Gehrels. 
Il a été nommé en hommage à la divinité égyptienne Anubis.